# 幸福牌電冰箱
《幸福牌電冰箱》是公共電視文化事業基金會2006年《公視人生劇展》作品之一。

## 劇情
在「幸福牌電冰箱」中，每樣東西都維持在「最佳賞味期」，不論是「夢想」、「事業」或是「愛情」，只要放進電冰箱，美味持續保鮮。對劇中的小潔（楊千霈飾）和波波（唐禹哲飾）而言，在爾虞我詐的都市叢林中，單純美好的夢想，也只能夠隨著生存廝殺，逐漸失去它的鮮度。但是電冰箱可以將時間凍結，成為波波與小潔儲放夢想與沉澱心情的烏托邦。藉由買食物、吃入食物、以及分享食物間的互動，兩人間最親密的心靈交流由此展開。看《幸福牌電冰箱》裡，兩位年輕男女在理想與現實的掙扎中，努力活出自己。

## 角色
- 霍小潔（楊千霈飾）
小潔是個心思細膩的可愛女孩。在電器行長大的她，對於電器用品有著特殊情感。對她而言，小而安靜的電冰箱就是她最大的避風港；冰箱低頻而溫暖的壓縮機所傳出來的，是悅耳而令人心情平靜的安眠曲。冰箱對小潔而言，毋寧是第二個家。在小小的冰箱裡，可以創造出無限的想像。這也培養出她編劇寫作的興趣。儘管這個世界給她的資源並不多，但她總是在有限的資源內，盡力完成自己的夢想，而她最大的夢想就是編寫出一部感動人心的作品。但過於理想、事事要求完美的性格總是帶給其他人壓力。大家都認為她是個好朋友，但絕非一個好同事。也因如此，她的作品因做人處事缺乏圓融的身段而常遭退回。

- 林正波（唐禹哲飾）
波波自幼生長在單親家庭裡。由母親獨自撫養長大的他，對於外在世界，有著獨特的母性觀點。他喜歡喝牛奶，特別是冰牛奶。每當他情緒不穩定的時候，冰牛奶總是能夠給他最大的安慰。或許這是不能脫離母乳的口腔期論述，我們不得而知。由於母親自小就儘量順從他，導致他進入了爾虞我詐的都市叢林後，往往因不得志而輸在自己易怒的脾氣上。波波畢業於台大國企，當然以他的個性，會選擇如此「商業」的科目，自然也是母親的安排。他並不喜歡國際貿易，他喜歡變魔術，喜歡將二條纏在一塊的橡皮筋相互穿透、喜歡將撕掉的牌再重新接回去。僅管這些都是魔術的障眼法，物理不可逆的地位私毫沒有因為他的任何一個魔術而遭到威脅。不過，波波仍是樂此不疲，對於打破「物理定律」恆一性有著堅定(甚至固執)的熱情。

## 典故

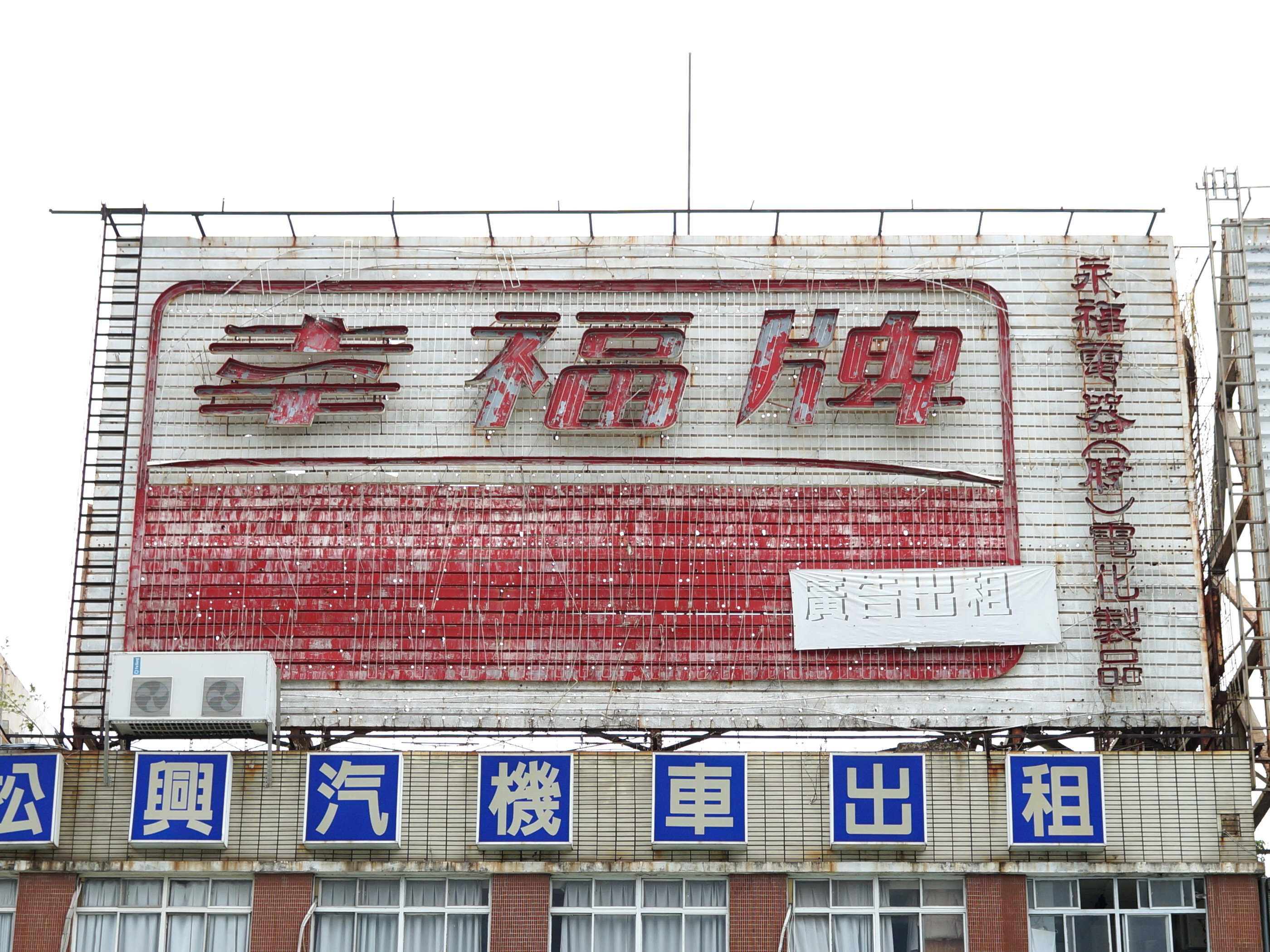
永福電器「幸福牌」廣告霓虹燈

「幸福牌」一名取自擁有57年歷史的家電製造商「永福科電股份有限公司」的著名品牌「幸福牌」（Lucky）。永福科電舊名「永福電器股份有限公司」，早期以生產電唱機馬達起家，後來轉而專門生產收音機與音響，1980年代時以「幸福牌手提收錄音機」打響名號，產品80%外銷，半數供應美國市場，旗下尚有「Lxycon」與「LASONiC」品牌。2008年，永福科電驚傳財務危機，但沒有獲得證實。2009年1月24日，永福科電在無預警的狀況下聲請破產，員工104人全部失業。《幸福牌電冰箱》只是借用了「幸福牌」一名，劇情與永福科電的「幸福牌」系列產品並無關聯。

## 外部連結
- 〈週日夜 公視「人生劇展」超美味！ 6/4起晚間十時輪番上菜〉 （页面存档备份，存于）

| 公視主頻 週日22:00~23:30 公視人生劇展 | 公視主頻 週日22:00~23:30 公視人生劇展 | 公視主頻 週日22:00~23:30 公視人生劇展 |
| ------------------------------------- | ------------------------------------- | ------------------------------------- |
|                                       | 幸福牌電冰箱 （2006.05.21）           |                                       |
| 極限燙衣板 （2006.05.14）             | 我家有張協商桌 （2006.05.28）         |                                       |